# Catskill (Nova Iorque)

Catskill é uma cidade localizada na parte sudeste do Condado de Greene, Nova York, Estados Unidos. No censo de 2000 a população era de 11.849 pessoas. Na parte ocidental da cidade está localiza-se o parque de Catskill. A cidade contém um vilarejo, também chamado de Catskill.